# زلزال القرم 1927
زلزال القرم 1927 هو زلزالٌ وقعَ في القرم في أوكرانيا بتاريخ 11 سبتمبر 1927.